# Anlaids
Anlaids (Associazione Nazionale per la Lotta contro l'AIDS) è stata fondata nel 1985 da un gruppo di medici, ricercatori, giornalisti, attivisti e volontari. Il presidente in carica è Luca Butini (primario del Dipartimento di Immunologia dell’Ospedale di Ancona), eletto il 13 aprile 2024 dall’assemblea dei soci. 

## Scopo
L'obiettivo di Anlaids, condiviso con la comunità internazionale, è di ridurre al minimo, idealmente a zero, il numero dei nuovi contagi, il numero di morti per AIDS, le  discriminazioni.
Per il raggiungimento di questi obiettivi, Anlaids si concentra su quattro aree:
- Informazione: mediante la condivisione delle informazioni scientifiche, sociali e sanitarie più aggiornate sull'HIV per individuare le strategie più efficaci;
- Prevenzione: fornire conoscenze e strumenti idonei per evitare di contrarre l'HIV
- Ricerca: migliorare le conoscenze scientifiche e sociali sull'HIV e l'AIDS
- Tutela dei diritti: rispetto della persona umana e dei suoi diritti fondamentali